# Klárus z Marmoutier

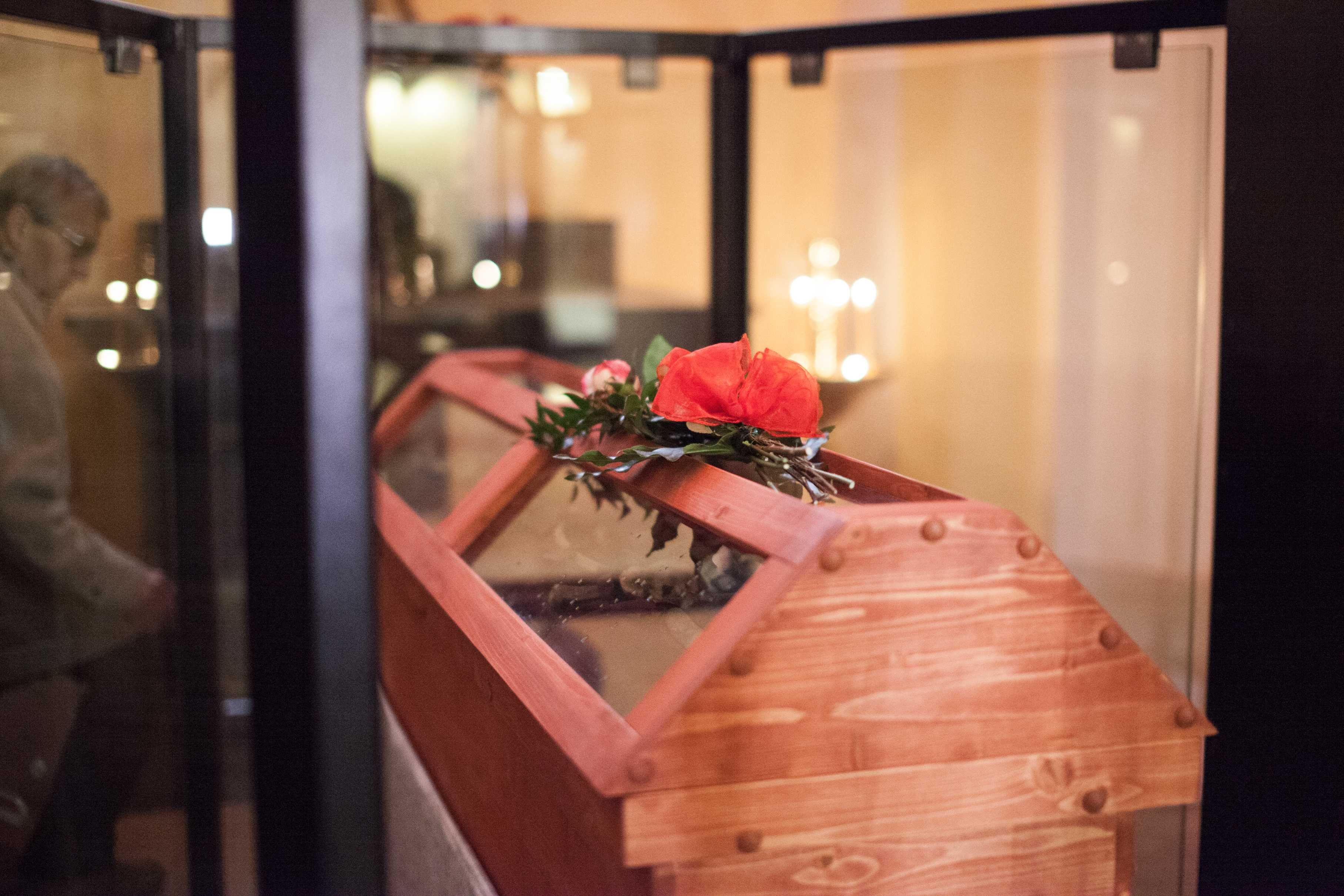
Tumba s ostatky sv. Klára

Svatý Klárus z Marmoutier (latinsky sanctus Clarus, francouzsky Saint Claire de Marmoutier, * asi 356, Tours, † asi 396  Tours) byl kněz a poustevník od opatství Marmoutier, žák sv. Martina z Tours. Známý je zejména ve Francii jako sv. Clarus (z Marmoutier) či sv. Clari z Dalmácie.
Katolíci i pravoslavní jej ctí jako světce a mučedníka. 

## Život
Podle legendy pocházel z urozené galské (franské) rodiny, usazené v Akvitánii, a doprovázel sv. Martina z Tours jako jeho žák. Přijal křest a stal se novicem v Marmoutier (Tours), kde sv. Martin založil svatyni. Odtud odešel do pustiny nedaleko Tours, kde založil poustevnu (eremitáž) a obýval ji společně s dalším mladým křesťanem Anatolem. Zemřel jako mučedník v pověsti světce. Uvedené informace o něm podal Sulpicius Severus, životopisec sv. Martina z Tours:
Podle legendy Klarus odmítl odstoupit od křesťanské víry, a proto byl Římany umučen uvařením v oleji.

## Úcta a ostatky

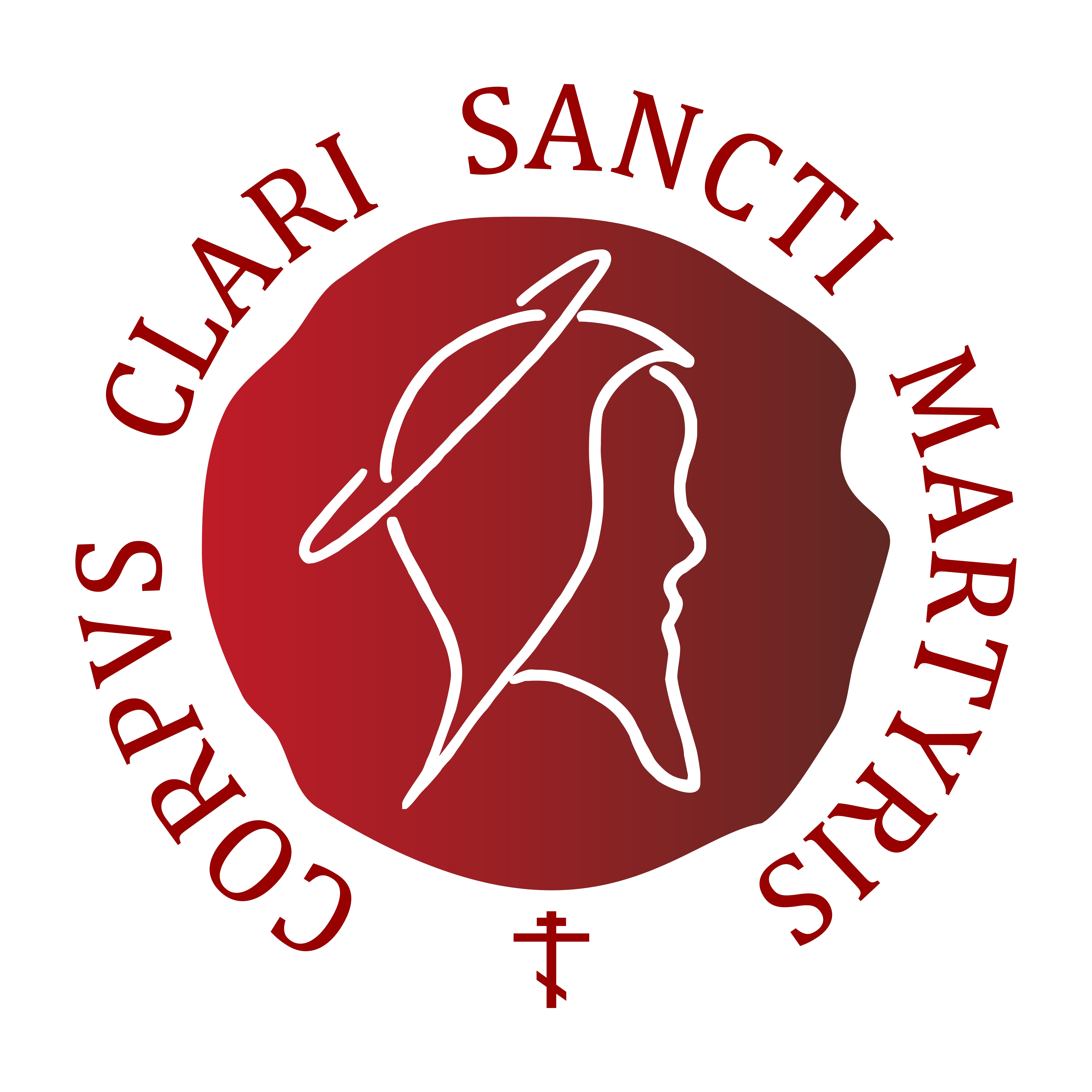
Poutní odznak sv. Klara

Podle římského martyrologia patří k patronům arcidiecéze v Tours a benediktinského opatství v Marmoutier.. V Teplicích je patronem lázeňství a svátosti manželství[zdroj⁠?!]. Katolíci si ho připomínají 8. listopadu.
Jeho kompletní ostatky jsou uloženy v novodobé prosklené rakvi v kapli Svatého Kříže pravoslavného chrámu Povýšení sv. Kříže v Teplicích, v kapli Svatého Klára. Ostatky daroval římský papež Urban VIII. (pontifikát 1623–1644) knížecímu biskupovi Johannu IV. Markovi z Aldringen, opatovi benediktinského opatství v Seckau pro teplické panství jeho příbuzných, rodiny Clary-Aldringenů. Pro Aldringeny je Clary rodovým patronem, jehož jméno všichni nosí.